# Catharine Garmany
Catharine D. Garmany, née Catharine Doremus le 6 mars 1946 à New York, est une astronome américaine, principalement connue pour ses recherches sur les étoiles O et B, et plus particulièrement les associations OB.

## Biographie
Catharine Doremus est né le 6 mars 1946 à New York. Elle grandit dans la métropole américaine avec ces deux jeunes frères, et commence à s'intéresser à l'astronomie à partie de l'age de dix ans. Cet intérêt est nourri par des livres comme ceux de Franklin M. Branley que lui ramène son père, réviseur dans une maison d'édition, et pas les visites au Hayden Planetarium. Elle intègre ensuite le Bronx High School of Science, réputé pour son enseignement scientifique. Elle poursuit ses études au sein de l'Université de l'Indiana où elle obtient un Baccalauréat en sciences en astrophysique en 1966, puis à  l'Université de Virginie ou elle décroche un  Master of Arts en astrophysique en 1968 puis un Philosophiæ doctor en astronomie en 1971,,. Sa thèse porte sur l'étude des résultats d'observations de Cepheus OB3 (it), une association OB dans la zone de Céphée, récoltés pendant trois années d'observations à l'observatoire de Kitt Peak en Arizona.
Elle commence ensuite son parcours professionnel en tant que chercheuse (Research associates) au sein du département d'astronomie de l'université de Virginie.
En 1976 elle reçoit le prix d'astronomie Annie J. Cannon qui récompense une jeune astronome américaine prometteuse. Garmany considère que c'est un tourant dans sa carrière qui lui a ouvert de nombreuses portes jusque là fermées à cause notamment de sa condition de femme,. Les premières s'ouvrent à Boudler au Colorado où elle devient assistante cde recherche au National Bureau of Standards et intègre le JILA, le Joint Institute for Laboratory Astrophysics, pour étudier les mouvements des sous-groupes stélaires d'age intermédiaire, les fameuses associations. Elle donne également des cours au sein de l'Université du Colorado à Boulder dont dépend le JILA.
Elle poursuit sa carrière d'enseignante chercheuse et devient associate professor attendant en 1981 (département Astrophysique, planétologie et sciences atmosphériques de l'université de Boulder), senior research associate au JILA en 1984 (jusqu'en 1990) et Fellow du Center for astrophysics and space astronomy de l'université du Colordao en 1985,.
En 1990 elle est nommée directrice de l'Observatoire Sommers-Bausch (en) et du planetarium Fiske (en) de l'université de Colorado, tout en continuant à étudier les étoiles géantes.
De 2000 à 2003 Garmany enseigne en tant qu'Associate professor à l'Université Columbia à New York, tout en endossant le rôle de directrice du programme d'astronomie et du centre de recherche Biosphère II, à Oracle en Arizona. Elle travaialle au NAOA jusqu'à sa retraite le 30 septembre 2015.
Membre de l'Union américaine d'astronomie (l'AAS) depuis 1967 elle en est administratrice de 1994 à 1997 et en est élu fellow en 2020 dès la mise en place de cette distinction pour récompenser ses « membres dont les réalisations au service de l'astronomie et de l'AAS ont été extraordinaires ».
Membre du conseil de l'Astronomical Society of the Pacific de 1998 à 2001, puis vice-présidente de 2001 à 2003 et présidente de 2003 à 2005.
Depuis 2019 elle siège au comité de nomination des électeurs de Association américaine pour l'avancement des sciences (l'éditeur de la prestigieuse revue Science) pour la section astronomie,.

## Vie privée
Catharine Doremus se marie en 1970 à George Parker Garmany Junior, et prend son nom. Avec lui elle a deux fils, Rick en 1974 et Jeff en 1980. Divorcée, elle se remarie avec l'astronome John W. Glaspey.

## Honneur et distinctions
- Prix d'astronomie Annie J. Cannon en 1976[17]
- Fellow du Center for astrophysics and space astronomy en 1985[5]
- Fellow de l'AAS en 2020[12]